# Стариковский (хутор)
Стариковский — хутор в Суровикинском районе Волгоградской области России. 
Входит в состав Нижнеосиновского сельского поселения.

## Население
| 2010 |
| ---- |
| 44   |

Население хутора в 2002 году составляло 40 человек.

## Инфраструктура
В 2014 году хутор был газифицирован.